# Bündnerdeutsch
Unter Bündnerdeutsch im eigentlichen Sinne versteht man die im Schweizer Kanton Graubünden gesprochenen hochalemannischen Dialekte.

## Begriff und Charakterisierung
Im deutschsprachigen Teil des Kantons Graubünden gibt es drei Mundartgruppen: erstens die hochalemannischen Dialekte des Churer Rheintals, zweitens die höchstalemannischen Walserdialekte, die sich klar vom Churer Rheintalischen unterscheiden, und drittens die südbairische (tirolische) Mundart in Samnaun.
Unter dem Begriff Bündnerdeutsch werden oft undifferenziert die deutschsprachigen Dialekte des Kantons Graubünden zusammengefasst. In der Regel meinen die Benutzer des Begriffes jedoch die Varianten derjenigen Dialekte, die im Churer Rheintal von Bad Ragaz und Maienfeld bis Thusis gesprochen werden. Es handelt sich dabei um hochalemannische, allenfalls bodenseealemannisch beeinflusste Dialekte. Oft subsumiert der Begriff auch den Dialekt, den die Rätoromanen sprechen, wenn sie Schweizerdeutsch einsetzen.
Soweit der Begriff im Sinne des oben genannten Dialektes des Churer Rheintales verwendet wird, den oft auch die Rätoromanen als Zweitsprache einsetzen, zeichnet er sich vor allem durch seine im Gegensatz zum höchstalemannischen Walserdeutsch «weiche» Aussprache aus. Als besonders typisch angesehen wird die Aussprache von anlautendem normalschweizerdeutschem ch [χ] als k [kh] und von inlautendem ch als [h] (z. B. wird der Küchenkasten nicht wie im Grossteil der Schweiz Chuchichäschtli [ˈχʊχɪˌχæʃtlɪ], sondern Gghuhigghäschtli [ˈkhʊhɪˌkhɛʃtlɪ] ausgesprochen). Allerdings gilt dieses herausragendste Dialektmerkmal herkömmlich nur für einen Teil der Gemeinden mit bündnerdeutschen Dialekten (Thusis, Chur, Malans, Maienfeld und Fläsch), dehnt sich aber in jüngerer Zeit aus. Ein weiterer Unterschied zur Mehrheit der schweizerdeutschen Dialekte ist im Churer Rheintal die Aussprache unbetonter Silben als a-Schwa [ɐ] anstelle von e-Schwa [ə] oder [æ]. Im Bereich der Morphologie fällt der Gegensatz zwischen dem einformigen hochalemannischen Verbalplural der östlichen Deutschschweiz (mir mahend/machend «wir machen», ir mahend/machend «ihr macht», si mahend/machend «sie machen») gegenüber dem zweiformigen höchstalemannischen Plural der Walserdialekten (mier/wier machen[d], ier mached, schi machen[d]) auf.
Die für das Bündnerdeutsche des Rheintals typische Aussprache dürfte zu einem beträchtlichen Teil auf die Germanisierung der dort ursprünglich ansässigen rätoromanischen Bevölkerung zurückgehen, doch wird auch bodenseealemannischer Einfluss in diesen Orten angenommen.

### Rheintaler Dialekte
- Oscar Eckhardt: Tschent. Churer Dialekt. 2., überarb. und erw. Aufl. Verlag Desertina, Chur 2007.
- Oscar Eckhardt: Alemannisch im Churer Rheintal. Von der lokalen Variante zum Regionaldialekt. Franz Steiner, Stuttgart 2016 (Zeitschrift für Dialektologie und Linguistik, Beiheft 162), ISBN 978-3-515-11264-2. – Kurzversion: Alemannisch im Churer Rheintal. Von der lokalen Variante zum Regionaldialekt (PDF; 16 MB). In: Schweizerisches Idiotikon / Schweizerdeutsches Wörterbuch. Jahresbericht 2017, S. 21–32.
- Paul Meinherz: Die Mundart der Bündner Herrschaft. Huber, Frauenfeld 1920 (Beiträge zur Schweizerdeutschen Grammatik XIII).

### Walserdialekte
- Leo Brun: Die Mundart von Obersaxen im Kanton Graubünden. Lautlehre und Flexion. Huber, Frauenfeld 1918 (Beiträge zur Schweizerdeutschen Grammatik XI).
- Maria Ettlin-Janka: Inschi Sprààch, ds Obersàxar Titsch. Obersaxer Wörtersammlung. Hrsg. von Pro Supersaxa – Obersaxen, Stans 1995.
- Rudolf Hotzenköcherle: Die Mundart von Mutten. Laut- und Flexionslehre. Huber, Frauenfeld 1934 (Beiträge zur Schweizerdeutschen Grammatik XIX).
- Christian und Tilly Lorez-Brunold: Rheinwalder Mundartwörterbuch. Terra Grischuna, Chur 1987 (Grammatiken und Wörterbücher des Schweizerdeutschen in allgemeinverständlicher Darstellung XI).
- Christian Patt: Schanfigger Wörterbuch. Eine Ergänzung zum Davoser Wörterbuch. Walservereinigung Graubünden, Chur 1986.
- Pro Prättigau, Jakob Casal: Prättigauer Mundartwörterbuch. Schiers 1991. 3., überarbeitete und erweiterte Auflage unter dem Titel: Prättigauer Dialekt. Wörter; hrsg. von der Kulturkommission des Regionalverbands Pro Prättigau; Redaktion Luzius Thöny. Küblis 2014.
- Martin Schmid, Gaudenz Issler: Davoserdeutsches Wörterbuch. Der Wortschatz einer Bündner Walsermundart. Walservereinigung Graubünden, Chur 1982 (Grammatiken und Wörterbücher des Schweizerdeutschen in allgemeinverbindlicher Darstellung VII).
- Ruedi Vieli: Valserdeutsch. Desertina, Chur 2009.